# Gunnar Lemvigh
Gunnar Jacob Henrik Holger Lemvigh (født 28. marts 1909 i København, død 8. november 1979 i Hellerup) var en dansk skuespiller.
Lemvigh tog studentereksamen i 1928 og var derefter smededreng på B&W et par år. Han påbegyndte et jurastudium, som imidlertid måtte afbrydes, da Lemvigh fik tilbudt sin første rolle på Kasino i Århus. Han optrådte på Aarhus Teater 1934-1937 og var senere tilknyttet Odense Teater, hvor han også fik diverse instruktør-opgaver. Lemvigh var endvidere revyskuespiller. Han begyndte ved Helsingørrevyen i 1936, og optrådte ved revyer landet over frem til 1950. I 1960 var han engageret som revyskuespiller hos Stig Lommer og fra 1962 igen ved Helsingørrevyen. Sidenhen fik han en del karakter-roller på Folketeatret.
Gunnar Lemvigh indspillede flere grammofonplader, herunder en række af de populære revynumre. Mest kendt er Lemvigh formentlig for "Når familien skal i skoven" og "Her går det godt, fru kammerherreinde".

## Udvalgt filmografi
- Blaavand melder storm – 1938
- En lille tilfældighed – 1939
- I de gode gamle dage – 1940
- Erik Ejegods pilgrimsfærd – 1943
- Mine kære koner – 1943
- Mens sagføreren sover – 1945
- Far betaler – 1946
- Kristinus Bergman – 1948
- Kampen mod uretten – 1949
- Fra den gamle købmandsgård – 1951
- Lyssky transport gennem Danmark – 1958
- Støv på hjernen – 1961
- Ullabella – 1961
- Min kone fra Paris – 1961
- Far til fire med fuld musik – 1961
- Gøngehøvdingen – 1961
- Det tossede paradis – 1961
- Det støver stadig – 1962
- Venus fra Vestø – 1962
- Bussen – 1963
- Dronningens vagtmester – 1963
- Mord for åbent tæppe – 1964
- Don Olsen kommer til byen – 1964
- Fem mand og Rosa – 1964
- En ven i bolignøden – 1965
- Min søsters børn – 1966
- Nu stiger den – 1966
- Dyden går amok – 1966
- Smukke Arne og Rosa – 1967
- Min søsters børn på bryllupsrejse – 1967
- Brødrene på Uglegården – 1967
- Far laver sovsen – 1967
- Mig og min lillebror og storsmuglerne – 1968
- Mig og min lillebror og Bølle – 1969
- Ta' lidt solskin – 1969
- Farlig sommer – 1969
- Oktoberdage – 1970
- Rend mig i revolutionen – 1970
- Tjærehandleren – 1971
- Takt og tone i himmelsengen – 1972
- Manden på Svanegården – 1972
- Hjerter er trumf – 1976
- Familien Gyldenkål vinder valget – 1977
- Agent 69 Jensen i Skorpionens tegn – 1977